# جون راسيل
جون راسيل (بالإنجليزية: John Russell)‏ (3 يناير 1921 - 19 يناير 1991) هو ممثل، وضابط، وممثل أفلام، وممثل تلفزيوني، من الولايات المتحدة الأمريكية، ولد في لوس أنجلوس، توفي في لوس أنجلوس، عن عمر يناهز 70 عاماً بسبب نفاخ رئوي.

## الخدمة العسكرية
خدم في قوات مشاة بحرية الولايات المتحدة.

## وصلات خارجية
- جون راسيل على موقع IMDb (الإنجليزية)
- جون راسيل على موقع ألو سيني (الفرنسية)
- جون راسيل على موقع أول موفي (الإنجليزية)
- جون راسيل على موقع قاعدة بيانات الأفلام السويدية (السويدية)
- جون راسيل على موقع إن إن دي بي (الإنجليزية)
- جون راسيل على موقع قاعدة بيانات الفيلم (الإنجليزية)
- جون راسيل على موقع كينوبويسك (الروسية)